# Raffago Autos Prototipo
Raffago Autos Prototipo war ein mexikanischer Hersteller von Automobilen.

## Unternehmensgeschichte
Das Unternehmen aus Mexiko-Stadt begann 1984 mit der Produktion von Automobilen. Der Markenname lautete Raffago. 2011 endete die Produktion.

## Fahrzeuge
Im Angebot standen überwiegend Nachbildungen von vorwiegend klassischen Automobilen. Überliefert sind Cobra 427 SC als Nachbau des AC Cobra, Ferralph 308 (Ferrari 308), Ferralph 328 (Ferrari 328), Ferralph 355 (Ferrari F355), Ferralph 512 TR (Ferrari Testarossa), Ferralph F40 (Ferrari F40), Lambada Diabla (Lamborghini Diablo) und Lambada Roadster (Lamborghini Diablo Roadster). Verschiedene V8-Motoren von Chevrolet und Ford mit 5000 cm³ Hubraum und 250 PS Leistung bis 5700 cm³ Hubraum und 490 PS Leistung trieben die Fahrzeuge an.
Außerdem gab es den optisch eigenständigen Raffago, der 1999 erschien. Er war auch als Kit Car erhältlich.